# 이제 혼자다
《이제 혼자다》는 TV조선에서 방영된 예능 프로그램이다.

## 방송 시간
| 방송국    | 방송 시간                              | 방송 기간                          | 비고 |
| --------- | -------------------------------------- | ---------------------------------- | ---- |
| TV CHOSUN | 화요일 밤 10시 ~ 수요일 새벽 12시 30분 | 2024년 7월 9일 ~ 2024년 7월 30일   |      |
| TV CHOSUN | 화요일 밤 10시 ~ 수요일 새벽 12시 30분 | 2024년 10월 8일 ~ 2024년 11월 19일 |      |
| TV CHOSUN | 월요일 밤 10시 ~ 화요일 새벽 12시 30분 | 2024년 12월 16일                   |      |

## 진행자

### 파일럿
- 박미선

### 정규 편성
- 박미선
- 신은숙 변호사

## 출연자

### 파일럿
- 서동주
- 전노민
- 이윤진
- 조윤희
- 최동석

### 정규 편성
- 전노민
- 이윤진
- 조윤희
- 우지원
- 김새롬
- 이상아
- 서유리
- 율희
- 벤

## 편성 변경 및 결방

### 2024년
- 11월 26일 : 《미스터트롯 TOP6 영화》편성으로 인한 결방.
- 12월 3일 ~ 12월 10일 : 《미스&미스터트롯 추억 여행》 특집 편성으로 인한 결방.